# Партизанское движение в Латвии во время Великой Отечественной войны
Советское партизанское движение в Латвии (латыш. Padomju kaujinieki Latvijā) — партизанское движение против немецких завоевателей и их союзников на территории Латвии в 1941—1945 годах. Составная часть советского партизанского движения на оккупированной СССР территории Латвийской Республики.

## История
При отступлении советских войск летом 1941 года в Латвии было оставлено несколько небольших партизанских отрядов (отряд Мициса, отряд Карлсона, отряд Лациса) и создано несколько подпольных групп: в Риге (под руководством Иманта Судмалиса); в Лиепае (под руководством Бориса Пелнена и Альфреда Старка); в Даугавпилсе (под руководством Павла Лейбча) и Вентспилсе. Кроме того, в конце июня 1941 года ЦК КП(б) Латвии направил через линию фронта две организаторские группы общей численностью 23 чел., и ещё один отряд из 30 комсомольцев был высажен с подводных лодок на побережье в окрестностях Риги.
Подпольная и партизанская деятельность на территории Латвии начиналась в тяжёлых условиях, но и в дальнейшем её развитие осложняли следующие обстоятельства:
- мобилизация в действующую армию и гибель многих партийных активистов и сторонников Советской власти в первые недели и месяцы войны;
- эвакуация во внутренние районы СССР более 45 тыс. жителей[3], в основном, дружественно настроенного населения, что уменьшило количество сторонников Советской власти на оккупированной немцами территории республики;
- вследствие недостатка времени на подготовку, личный состав сформированных летом-осенью 1941 года партизанских отрядов и подпольных организаций практически не имел опыта работы в условиях конспирации, навыков партизанской и диверсионной деятельности — что привело к тяжёлым и неоправданным потерям, а также невысокой эффективности их действий;
- обеспеченность оружием, снаряжением, печатной техникой была недостаточной, не была подготовлена система снабжения отрядов (в результате, партизанам приходилось тратить значительные усилия на поиск оружия и боеприпасов, самообеспечение продуктами питания и тёплой одеждой…);
- практически отсутствовали средства радиосвязи, что не позволяло наладить обмен информацией с руководством и вести разведывательную деятельность;
- отсутствие больших лесных массивов, значительное количество хуторов, развитая сеть автомобильных дорог и телефонной связи на территории республики облегчало проведение антипартизанских мероприятий и осложняло деятельность крупных партизанских отрядов;
- активная деятельность коллаборационистов на территории республики.

В результате, в 1941—1942 годы действия советских партизан и подпольщиков были разрозненными и малоэффективными, а многие участники были раскрыты и уничтожены противником.
В качестве примера можно привести Лиепаю, в которой гитлеровцами было уничтожено несколько подпольных организаций:
- так, в августе 1941 года в Лиепае был расстрелян первый секретарь городского комитета комсомола Борис Пелнен — оставшись в городе, он начал формировать группу подпольщиков, но был опознан предателем и выдан гестапо[4].
- 10 августа 1941 года в Лиепае начала деятельность комсомольская подпольная организация. Первоначально в неё вошли 8 человек: Альфред Старк, Рихард Эглинь, Ирена Бунка, Жанис Екулис, Петерис Цимблер, Янис Лукин, Фрицис Палувер. 17 августа они выпустили первую рукописную листовку, затем совершили несколько актов саботажа и диверсий, 8 сентября 1941 года — бросили гранату в штабную бронированную автомашину (в результате были убиты три офицера вермахта). Осенью 1941 года А. Старк, Ж. Екулис, Р. Эглинь и И. Бунка были арестованы и расстреляны, остальные участники были вынуждены покинуть город[4].
- несколько позднее в Лиепае была выявлена подпольная группа, которую создал комсомолец О. Эвальдсон, её участники были расстреляны на Шкедских дюнах[4].
- в ноябре 1941 года в Лиепае были расстреляны ещё четыре подпольщика, оставшиеся неизвестными — они отказались назвать себя[4].
- в январе 1942 года начала деятельность подпольная группа, которую возглавляли Юлия Спекис и Лина Янсон (12 человек, разделённых на «тройки»). 4 февраля 1942 года они были арестованы по доносу агента гестапо[4].
- в начале 1943 года начала деятельность подпольная группа в порту Лиепаи, состоявшая из советских военнопленных. В июле 1943 года в результате предательства её участники были расстреляны[4].

Тем не менее, несмотря на потери, в городе продолжали действовать несколько подпольных групп, в том числе группа М. Рейзупа (10 рабочих железнодорожных мастерских), группа Э. Элерта, а позднее — группа П. Спруда, группа А. А. Мацпана и несколько других.
С целью уничтожения советских партизанских отрядов и их лагерей на территории Латвии в период оккупации были проведены более 100 войсковых, антипартизанских и карательных операций.
Активное участие в организации антигитлеровского сопротивления принимали советские военнослужащие-«окруженцы», остававшиеся на территории Латвии.
- так, осенью 1941 года в Сецкой и Сунакстской волостях была создана подпольная антифашистская организация, руководителем которой являлся капитан-пограничник Иван Богодистый[1].

Весной 1942 года, после поражения немецкой армии под Москвой и начавшейся в январе 1942 года мобилизации латвийской молодёжи для работы на предприятиях в Германии, антинемецкое сопротивление усилилось, в это время возникает несколько новых партизанских и подпольных групп:
- так, весной 1942 года в волости Дагда комсомолец П. Пизанс организовал группу из молодёжи, подлежавшей отправке в Германию; комсомолец А. И. Гром создал ещё одну партизанскую группу из 25 чел. В дальнейшем, эти группы действовали совместно с белорусскими партизанами[1].
- кроме того, весной 1942 года через линию фронта на территорию Латвии были направлены три партизанских отряда, объединённые в партизанский полк «За советскую Латвию» (командир В. Я. Лайвиньш, комиссар О. П. Ошкалн, начальник штаба Н. С. Муравский)[1].
- осенью 1942 года через линию фронта ЦК КП(б) Латвии были направлены ещё три организаторские партизанские группы по десять человек каждая, одной из которых (группа Д. В. Каупужа, П. Дергача и П. Ларионова) было создано подполье на территории Абренского уезда, а впоследствии — сформирован партизанский отряд «Лиесма» («Пламя»)[1].

В конце 1942 — начале 1943 года в Латвии действовало 20 отрядов и групп советских партизан.

## Организационная структура
По партийной линии, общее руководство партизанским движением на территории Латвии осуществляли секретарь ЦК КП(б) Латвии Я. Э. Калнберзин, Э. Америк, А. Я. Пельше и В. Г. Лацис.
Непосредственное руководство подпольными организациями и партизанским движением на оккупированной территории Латвии осуществляла оперативная группа ЦК КП(б) Латвии (О. П. Ошкалн, Е. Палдинь, Е. Петерс, К. Озолинь, В. Я. Лайвиньш, М. Озолиня, М. Биркенфельд).
Латвийские партизанские отряды, действовавшие на территории РСФСР и БССР, в оперативном отношении сначала были подчинены командирам российских и белорусских отрядов. 28 сентября 1942 г. вышло постановление бюро ЦК компартии Латвии о создании в Москве Латвийского штаба партизанского движения, который возглавил полковник А. К. Спрогис.
В течение 1943 года совершенствовалась система радиосвязи с партизанскими отрядами: Если в мае 1943 года на связи в Латвийском штабе партизанского движения насчитывалось 8 корреспондентов, то в июне 1943 года — 11, в октябре 1943 года — 15, а к концу 1943 года — уже 25 корреспондентов. В 1944 году партизанские бригады и отдельные отряды имели также связь со штабом 2-го Прибалтийского фронта
Командование 2-го Прибалтийского фронта выделило для оказания помощи советским латвийским партизанам 13-й авиаполк Гражданского воздушного флота СССР, самолёты которого доставляли партизанам оружие, боеприпасы и медикаменты, эвакуировали раненых и детей. Только в течение 1943 года для советских латвийских партизан самолётами были доставлены 164 человека и 22,5 тонн грузов.

### Латвийские партизанские формирования[5]
| №   | Наименование                                          | Командование                                                                         | Время деятельности        | Район деятельности | Примечания |  |
| --- | ----------------------------------------------------- | ------------------------------------------------------------------------------------ | ------------------------- | --- | ---------- |  |
| 1   | разведгруппа «Узвара» («Победа»)                      | командир Д. Крупа, комиссар Г. Ф. Астратов                                           | апрель-май 1942           | Лудзенский уезд |            |  |
| 2   | партизанский полк «За Советскую Латвию»               | командир В. Я. Лайвиньш, комиссар О. П. Ошкалн, начальник штаба М. С. Муравский      | май — июль 1942           | Ленинградская и Калининская области РСФСР, восточная часть Латвии |            |  |
| 2.1 | 1-й Латышский партизанский отряд                      | командир Х. Ф. Винде, комиссар Ю. Я. Рейнхолд                                        | май — июль 1942           | |            |  |
| 2.2 | 2-й Латышский партизанский отряд                      | командир А. Я. Балодис, комиссар Л. И. Авдюкевич                                     | май — июль 1942           | |            |  |
| 2.3 | 3-й Латышский партизанский отряд                      | командир В. П. Самсон, комиссар И. В. Баград                                         | май — июль 1942           | |            |  |
| 3   | Северолатвийская партизанская группа                  | командир В. А. Эзерниек, комиссар А. К. Рашкевиц                                     | июль — сентябрь 1942—1943 | Валкский и Абренский уезды ЛатССР |            |  |
| 4   | Особый латышский партизанский отряд                   | командир В. П. Самсон, комиссар О. П. Ошкалн                                         | ноябрь 1942 — март 1943   | Калининская область РСФСР, Витебская область БССР, Латгалия |            |  |
| 5   | Латвийская партизанская бригада                       | командир В. Я. Лайвиньш, комиссар О. П. Ошкалн                                       | март-декабрь 1943         | Витебская область БССР, восточная часть Латвии |            |  |
| 5.1 | 1-й партизанский отряд                                | командир В. П. Самсон, комиссар Я. Я. Риктер                                         | март 1943 — март 1944     | Лудзенский и Абренский уезды ЛатССР, Калининская область РСФСР |            |  |
| 5.2 | 2-й партизанский отряд                                | командир П. К. Ратиньш                                                               | март 1943 — июль 1944     | Мадонский и Резекненский уезды ЛатССР |            |  |
| 5.3 | 3-й партизанский отряд                                | командир П. А. Пизан, комиссар Н. И. Бравин (с октября 1943 года — И. М. Музыкантик) | июнь 1943 — февраль 1944  | Даугавпилсский уезд ЛатССР, Витебская область БССР |            |  |
| 5.4 | 4-й партизанский отряд                                | командир Д. Я. Калван, комиссар А. К. Рашкевиц                                       | сентябрь 1943 — март 1944 | Валкский и Абренский уезды ЛатССР |            |  |
| 5.5 | 5-й партизанский отряд                                | командир Т. Брисон, комиссар Н. И. Бравин                                            | октябрь — декабрь 1943    | Лудзенский уезд ЛатССР, Витебская область БССР |            |  |
| 6   | отряд «Лиесма» («Пламя»)                              | командир Ф. К. Ларионов, комиссар Д. В. Каупуж                                       | март — апрель 1943        | Абренский уезд ЛатССР |            |  |
| 7   | 1-я Латвийская партизанская бригада                   | командир В. П. Самсон, комиссар Я. Я. Риктер, начальник штаба А. Ф. Сваринский       | март — сентябрь 1944      | северная Латвия (Абренский и Валкский уезды, северная и северо-восточная часть Резекненского уезда, северная часть Лудзенского уезда, восточная часть Валмиерского уезда, северная часть Мадонского уезда)              |            |  |
| 7.1 | 1-й партизанский отряд                                | командир А. С. Поч, комиссар И. И. Кадаковский                                       | март — июль 1944          | к западу от Карсавы |            |  |
| 7.2 | 2-й партизанский отряд                                | командир Я. Я. Биетаг (с мая 1944 года — А. Л. Анджан), комиссар П. О. Дергач        | март — июль 1944          | Балви, Виляка |            |  |
| 7.3 | 3-й партизанский отряд                                | командир А. А. Отанькис, комиссар В. Э. Берзинь                                      | март — июль 1944          | Лиепна, Жигури |            |  |
| 7.4 | 4-й партизанский отряд                                | командир А. К. Савицкий, комиссар А. К. Рашкевиц                                     | март — июль 1944          | Анна, Балви, Малупе |            |  |
| 7.5 | 5-й партизанский отряд                                | командир П. Я. Страутманис, комиссар Я. Я. Биетаг                                    | май — сентябрь 1944       | Леясциемс, Вийциемс |            |  |
| 7.6 | 6-й партизанский отряд                                | командир Ф. Д. Сидоров, комиссар Д. В. Каупуж                                        | май — июль 1944           | Кацены, Бея |            |  |
| 7.7 | 7-й партизанский отряд                                | командир И. Т. Бурцев, комиссар К. И. Липовский                                      | март — июль 1944          | к востоку от Лудзы |            |  |
| 8   | 2-я Латвийская партизанская бригада                   | командир П. К. Ратиньш, начальник штаба Х. Я. Бендик                                 | июнь — август 1944        | базировалась в Мадонских и Лубанских лесах, действовала в Мадонском уезде (кроме его северной части), западной части Резекненского уезда, северо-западной части Даугавпилского уезда и восточной части Цесисского уезда |            |  |
| 8.1 | 1-й партизанский отряд                                | командир П. К. Ратиньш                                                               | июнь — август 1944        | к северо-востоку от Мадоны |            |  |
| 8.2 | 2-й партизанский отряд                                | командир А. П. Балалаев, комиссар Ф. Б. Кипе                                         | июнь — август 1944        | Лубана, Барзпилс |            |  |
| 8.3 | 3-й партизанский отряд                                | командир С. А. Сейлис, комиссар Э. М. Адамсон                                        | июнь — август 1944        | к югу от Гулбене |            |  |
| 8.4 | 4-й партизанский отряд                                | командир А. Н. Паланов, комиссар А. А. Цветков                                       | июнь — август 1944        | к северо-западу от Резекне |            |  |
| 9   | 3-я Латвийская партизанская бригада                   | командир О. П. Ошкалн                                                                | июль — август 1944        | базировалась в Земгальских лесах, действовала в Екабпилском, Бауском, Елгавском и Рижском уездах |            |  |
| 9.1 | 1-й партизанский отряд                                | командир И. К. Богодистый                                                            | июль — август 1944        | Екабпилсский уезд |            |  |
| 9.2 | 2-й партизанский отряд                                | командир Г. Я. Герчик                                                                | июль — август 1944        | Екабпилсский уезд |            |  |
| 10  | Лудзенский отряд                                      | командир А. О. Кравченко, комиссар П. С. Черковский                                  | май — июль 1944           | к югу от Лудзы |            |  |
| 11  | Резекненский отряд                                    | командир И. А. Богданов, комиссар И. Н. Рязанцев                                     | май — июль 1944           | к югу от Резекне |            |  |
| 12  | партизанский отряд «Даугавиетис» («Двинец»)           | командир С. Я. Руденс, комиссар А. Н. Рекшня                                         | июнь — июль 1944          | к северу от Даугавпилса |            |  |
| 13  | Западно-курземский партизанский отряд                 | командир А. А. Мацпан, комиссар В. Я. Барон                                          | май 1944 — февраль 1945   | к западу от Айзпуте |            |  |
| 14  | партизанский отряд «Булта» («Стрела»)                 | командир Э. Д. Аболиньш (с августа 1944 — Ж. К. Кронберг)                            | май 1944 — май 1945       | к северо-востоку от Вентспилса |            |  |
| 15  | группа «Узвара» («Победа»)                            | командир А. Я. Лаукманис, комиссар Я. Туркс                                          | сентябрь 1944 — май 1945  | к северо-востоку от Тукумса |            |  |
| 16  | партизанский отряд «Саркана булта» («Красная стрела») | командир В. П. Семенов (с декабря 1944 — В. П. Столбов), комиссар М. Н. Стрельников  | октябрь 1944 — май 1945   | к западу от Кулдиги, в отряд после 9 декабря 1944 года влились остатки не разоружившегося формирования группы генерала Курелиса, батальона Рубениса.                                                                    |            |  |
| 17  | Зембский партизанский отряд                           | командир В. Д. Редько, комиссар В. А. Кащеев                                         | декабрь 1944 — май 1945   | к востоку от Вентспилса |            |  |
| 18  | группа Э. Элерта                                      | командир Э. Элерт                                                                    |                           | Лиепая |            |  |
| 19  | группа П. М. Галениека                                | командир П. М. Галениек                                                              |                           | |            |  |

В последние дни войны, в начале мая 1945 года под Тукумом были выявлены и арестованы противником участники группы Эрнеста Розенберга (3 человека), они были расстреляны в тюрьме Вентспилса.

## Численность
В 1941 году общая численность советских латвийских партизан составляла 1300 чел., но часть из них действовала на территории РСФСР и БССР. В дальнейшем, часть партизан и подпольщиков, находившихся на территории Латвии, погибла в боях или была выявлена и уничтожена противником.
В 1943 году на территории Латвии действовало 1725 советских партизан.
В 1944 году, несмотря на понесённые потери, численность партизан увеличивалась: в январе 1944 года в Латвии действовало 854 партизан; летом 1944 года — три бригады и 4 отряда, в которых насчитывалось 1623 партизан; в сентябре 1944 года количество партизан возросло до 2698 чел.
Общая численность советских латвийских партизан, действовавших в 1941—1945 годы на территории Латвии в составе 3 партизанских бригад и 20 партизанских отрядов оценивается в 4970 чел. Партийное подполье насчитывало два подпольных обкома (Видземский и Латгальский), три подпольных уездных комитета (Валкский, Абренский и Мадонский) и 11 комсомольских организаций и объединяло 654 чел. (468 коммунистов и 186 комсомольцев). С учётом невооружённых активистов и помощников (разведчики, связные, распространители листовок, «снабженцы»), общая численность участников подпольной и партизанской деятельности на территории Латвии оценивается в 20 тыс. чел.

## Результаты деятельности
В период оккупации на борьбу с советскими партизанами на территории Латвии были затрачены значительные силы и средства; к борьбе с партизанами были привлечены:
- немецкие спецслужбы (органы абвера, гестапо, СД и полиции безопасности);
- армейские части вермахта (части 8-й пехотной дивизии, 201-й охранной дивизии, 3-й танковой группы и ряд других подразделений немецкой армии[18]);
- тайная полевая полиция: 722-я группа ГФП (штаб которой находился в Риге)[19] и часть сил 502-й группы ГФП (действовавшей при 18-й немецкой армии)[20];
- полицейские и охранные формирования.

По советским данным в 1941—1945 годы советские латвийские партизаны вывели из строя до 30 тыс. гитлеровцев, организовали крушение 279 эшелонов, разбили и повредили 261 паровоз, 3875 вагонов и платформ, 87 танков и бронемашин, 277 автомашин, подорвали и сожгли 53 шоссейных и железнодорожных моста, 1 железнодорожную станцию, несколько складов с вооружением, снаряжением и продовольствием и ряд иных объектов.
В заключительный период оккупации партизаны и подпольщики провели значительный объём работ, направленных на срыв мобилизационных мероприятий, вывоза из Латвии в Германию населения, оборудования и материальных ценностей, разрушения производственных предприятий, зданий и сооружений. Так, в течение лета 1944 года партизаны обеспечивали безопасности 1500 семей, скрывавшихся в лесах, освободили и спасли от угона в Германию 3220 местных жителей и 278 советских военнопленных. Кроме того, в результате саботажа и открытого вооружённого противодействия при поддержке со стороны рабочих и местных жителей были сохранены от разрушения 428 из 714 промышленных предприятий (в том числе, плотина Кегумской ГЭС, Рижский газовый завод, завод «Телефункен», фабрики «Кайя», «Большевичка», «Сарканас Октобрис», здание завода «Проводник», санаторий «Кемери» и ряд иных предприятий и объектов инфраструктуры).
За участие в антифашистской борьбе в подполье и партизанских отрядах на территории Латвии советскими правительственными наградами были награждены свыше тысячи граждан СССР, три человека — Отомар Ошкалн, Вилис Самсон и Имант Судмалис — стали Героями Советского Союза.

## Деятельность
Основными формами деятельности подпольных организаций было ведение агитации, участие в разведывательной деятельности, саботаж и организация диверсий. Партизанские отряды совершали диверсии и вооружённые нападения на противника.

### Разведывательная деятельность
- Советские латвийские партизаны собрали значительное количество разведывательной информации о оккупационном режиме и проводимых нацистами мероприятиях на оккупированной территории Латвии и сопредельных территориях, размещённых здесь воинских частях и охранно-полицейских формированиях, установили местонахождение 26 аэродромов и посадочных площадок и ряда иных объектов[25]

### Боевые операции, диверсии и саботаж
- в конце августа 1941 года у хутора Приндули Зиемерской волости из засады была атакована автомашина с полицейскими, были убиты 23 из 24 шуцманов[1];
- в сентябре 1941 года служба безопасности (СД) зарегистрировала 5 больших пожаров, 4 случая нападений на штабы и патрули, 20 актов саботажа и одну боевую операцию (8 сентября 1941 года подпольщики забросали гранатами бронированный автомобиль, в результате были убиты три немецких офицера)[26];
- ночью 2 сентября 1941 года на реке Даугаве в районе Крустпилса партизаны из отряда Мициса совершили нападение на караван судов, ими были затоплены стоявшие на якоре буксирный пароход и две баржи, использовавшиеся немцами для доставки на фронт военных грузов[1];
- в начале сентября 1941 года подпольная группа рабочих, действовавшая в городе Елгава, организовала крушение поезда с продовольствием, собранным на территории Латвии и отправленным в Германию[27].
- в ночь на 8 сентября 1941 года партизанами были захвачены две автомашины с минами, после чего минами был заминирован мост через реку Гауя (северо-западнее Смилтэнэ). После окончания минирования мост и автомашины были взорваны[27].
- начальник войск СС и полиции по Лиепайскому округу Франк в донесении от 18 октября 1941 года сообщал: «Политическое положение в пределах месторасположения со времени отправления предыдущего отчёта существенно обострилось. 9, 12 и 13 октября 1941 года в городе Лиепая неизвестные гражданские лица стреляли в военных. 8 октября латышский рабочий Карл Гултниекс на улице произвел нападение на военнослужащего, он расстрелян»[4];
- в конце декабря 1941 года в селе Аудрини полиция обнаружила пять бывших советских военнопленных, ранее сбежавших из концентрационного лагеря, в доме крестьянки Анисьи Глушневой. При попытке захватить военнопленных началась перестрелка, в которой погиб один красноармеец и был убит один полицейский, остальные солдаты скрылись в лесу. Полицаи избили и после пыток убили Глушневу и её малолетнего сына. Прибывший вслед за этим в деревню карательный отряд начал преследование беглецов, но потерял в перестрелке с ними ещё 3 человек. После этого, взбешенные неудачей, 2 января 1942 года каратели сожгли село «за оказание помощи красноармейцам»[28]
- в феврале 1942 года подпольная группа, действовавшая на паровозоремонтном заводе в Даугавпилсе, осуществила поджог товарной станции[29].
- в ночь с 12 на 13 июня 1942 года группа А. И. Грома совместно с белорусскими партизанами из отряда им. М. В. Фрунзе атаковала волостной центр Шкяуне, разгромила полицейский гарнизон, телефонно-телеграфный узел и волостное управление, уничтожила мобилизационные списки и захватила значительные трофеи[1][30].
- 17 июня 1942 года на 58-м километре железной дороги Даугавпилс — Псков, между станциями Виганте и Аглона был взорван поезд № 215 с боеприпасами, в результате взрыва были уничтожены 10 вагонов с боеприпасами и 140 метров железнодорожного полотна[31].
- 25 июня 1942 года — сражение Латышского партизанского полка с карателями у деревни Сорокино[1];
- в ночь с 23 на 24 июня 1942 года латышская партизанская рота под командованием В. П. Самсона атаковала гарнизон в деревне Горбове, здесь было уничтожено 25 и захвачено в плен 8 гитлеровцев, партизаны потеряли одного человека убитым[1].
- 7 июля 1942 года подпольная группа, действовавшая в Риге, совершила поджог склада в Цекуле, где находилось 9 тыс. тонн трофейных боеприпасов[29];
- 7 июля 1942 года — сражение Латышского партизанского полка с карателями у деревни Гусак: убито 35 фашистов, захвачен станковый пулемёт, подвода с боеприпасами, винтовки и пистолеты[1];
- 5 сентября 1942 г. бойцы Рижского подпольного центра подожгли военный склад в Риге на улице Цитаделес.
- 16 сентября 1942 г. бойцы Рижского подпольного центра взорвали эшелон с боеприпасами на ж.-д. станции Шкиротава[32].
- 3 октября 1942 г. бойцы Рижского подпольного центра сожгли военный склад организации «Тодт» в Чиекуркалнсе[32].
- 5 ноября 1942 года — взрыв самодельной бомбы в редакции газеты «Тевия», издававшейся оккупационными властями[32]
- 13 июня 1943 года — партизаны 2-го отряда атаковали и захватили пограничную заставу Леймани, здесь было уничтожено 13 гитлеровцев и захвачен в плен начальник заставы[1];
- 18 июля 1943 года — на хуторе Летес Гулбенского района была окружена и погибла в бою с полицией группа из пяти партизан под командованием В. Эзерниека[1].
- 29 сентября 1943 года — пять партизан под командованием Андрея Мацпана атаковали из засады автомашину с полицейскими на дороге Лиепая — Вентспилс, были уничтожены 10 из 13 шуцманов, находившихся в машине[1].
- ночью 8 октября 1943 года партизаны 4-го отряда разрушили 2,6 км железнодорожного пути на участке железной дороги Рига — Абрене в районе полустанции Пурмала, было приведено в негодность 410 рельсов[1];
- 13 ноября 1943 года, подпольщики Джемс Банкович и Малдс Скрейя заложили бомбу под трибуну на Домской площади в Риге, на которой должен был выступать рейхскомиссар Г. Лозе, однако взрыв произошёл не вовремя и гитлеровцы уцелели[33];
- ночью 20 ноября 1943 года в районе станции Вецуми партизаны 4-го отряда разрушили 3 км железнодорожного пути[1];
- 31 марта 1944 года в районе хутора Яунземьи Бидусмуйжской волости партизанский отряд О. Ошкална в течение трёх с половиной часов вёл бои с гитлеровскими солдатами и полицейскими, участвовавшими в облаве на партизан. В результате боя, отряд вышел из окружения, потеряв 1 человека убитым, гитлеровцы потеряли 8 убитыми и 27 ранеными[34].
- 11 мая 1944 года — взрыв в железнодорожном депо Даугавпилса[26];
- 5 июля 1944 года — ещё один взрыв в железнодорожном депо Даугавпилса[26];
- 18 июля 1944 года — в районе станции Мента партизаны из отряда О. Ошкална пустили под откос эшелон, в результате крушения были разбиты паровоз, 17 вагонов и 3 цистерны[34].
- 21 июля 1944 года — в Риге совершено нападение на военный склад, взорвана бомба в багажном помещении главного здания Рижского железнодорожного вокзала[26].
- 24 сентября 1944 года — на дороге Балдоне — Кекава партизаны отряда Рижского района (командиры П. М. Галениекс, О. В. Тихоновский) из засады уничтожили 30 чиновников оккупационной администрации.
- 1 октября 1944 года — в порту Вентспилс убиты адмирал Курт Бёмер и несколько офицеров немецкого военно-морского флота[35].
- 5 декабря 1944 года партизаны отряда «Стрела» атаковали из засады и разгромили отряд гитлеровцев, проводивших прочёсывание Абавских лесов, ими были захвачены 5 пулемётов, 10 автоматов, несколько десятков винтовок, гранатомёт, 2 ящика с фаустпатронами и несколько ящиков с патронами[36].

При приближении линии фронта, латвийские партизаны оказывали помощь советским войскам, проводя разведку в интересах наступающих частей, выступая проводниками, нанося удары по коммуникациям вермахта, а также вели бои за освобождение населённых пунктов во взаимодействии с советскими войсками.
- так, 30 июня 1944 года в районе Лубаны партизаны 2-й латвийской бригады под командованием П. К. Ратыньша заняли и в течение 26 часов удерживали участок железной дороги; в этот же день группа партизан под командованием П. А. Пизан перекрыла и в течение 10 часов удерживала участок шоссе. Действия партизан не позволили противнику своевременно перебросить подкрепления к линии фронта.
- 17 июля 1944 года у станции Зилупе двое партизан (Эдуард Якобсон и Вилис Сонс) и три железнодорожника (машинист Эрик Варнелис, помощник машиниста Альфонс Реве и кочегар Янис Таврид) остановили и вывели из строя эшелон с техникой. В результате, обездвиженный эшелон был захвачен ротой М. К. Горчакова из состава 20-го гвардейского стрелкового полка[38]
- в июле 1944 года партизаны 1-й латвийской бригады под командованием В. П. Самсона оказали помощь советским войскам в ходе Псковско-Островской наступательной операции:
  - 24 июля 1944 года партизаны 3-го отряда 1-й латвийской бригады встретили и провели через линию фронта в тыл противника подразделения 51-го стрелкового полка 282-й стрелковой дивизии[39];
  - 25 июля 1944 года при помощи советских латвийских партизан полк 364-й стрелковой дивизии форсировал реку Лиепна, занял деревню Капуга и отрезал противнику возможность отхода к городу Лиепна[39];
  - 26 июля 1944 года партизаны 1-й латвийской бригады провели батальон 245-й стрелковой дивизии через болото в тыл противнику, южнее города Лиепна[39].
  - в дальнейшем, партизаны 1-й латвийской бригады совместно с частями 123-го стрелкового корпуса атаковали и заняли Лиепну[40].
- в ночь на 26 июля 1944 года во время подготовки штурма Резекне партизаны провели лесами через линию фронта отряд 10-й гвардейской армии, на рассвете отряд разрушил железнодорожную линию, в результате на станции Резекне были заблокированы бронепоезд и эшелоны[41].
- утром 28 июля 1944 года на станции Виляны Янис Куртес и четверо станционных рабочих разоружили и захватили в плен трёх стрелков железнодорожной жандармерии, прибывших взорвать железнодорожные пути и вывести из строя оборудование и средства связи. В дальнейшем, вооружившись трофейными автоматами, они охраняли станцию до подхода основных сил 7-й гвардейской стрелковой дивизии[42]
- 31 июля 1944 года отряд под командованием А. К. Рашкевица вывел части двух советских стрелковых дивизий в район западнее Лиепны.

### Помощь советским военнопленным
- в 1942 году действовавшая в Риге подпольная группа Я. В. Шабаша начала организацию побегов советских военнопленных, всего к партизанам было переправлено 60 чел.[43]
- в апреле 1944 года в Риге инженер-электрик В. Гурилев организовал побег группы советских военнопленных с танкоремонтного завода, которые угнали немецкий танк[43].

### Печатные издания и иные формы агитации
Советское руководство придавало большое значение работе с населением оккупированных территорий и противодействию пропаганде противника. Уже в начальный период оккупации начался выпуск и распространение листовок, воззваний и сводок Совинформбюро (как правило, написанных от руки).
В соответствии с приказом наркомата обороны «О газетах для населения оккупированных советских областей» в марте 1942 года был начат выпуск газеты «За Советскую Латвию» («Par Padomju Latviju») тиражом 30 тыс. экз. Позднее, ЦК КП(б) Латвии был начат выпуск газеты «Циня» («Борьба»). Кроме того, в период с начала февраля до 3 декабря 1942 года на советской территории было издано 10 листовок общим тиражом 500 тыс. экз., которые были распространены на оккупированной территории республики с самолётов и другими способами.
Летом и осенью 1943 года в подпольных типографиях на оккупированной территории Латвии начался выпуск печатных листовок и нескольких периодических печатных изданий:
- газету «Мусу земе» («Наша земля», 1500 экз.) выпускали Валкский уездный комитет и Видземский обком;
- газету «Циняс балсс» («Голос борьбы») выпускал Мадонский уездный комитет;
- газету «Латгальская правда» (на латгальском диалекте) выпускал Абренский уездный комитет;
- газету «Пар Дзимтени» («За Родину») выпускала оперативная группа ЦК КП(б) Латвии;
- газету «Яунайс Латвиетис» («Молодой латыш») выпускала оперативная группа ЦК комсомола Латвии.

Информационная работа строилась с учётом противодействия антисоветской пропаганде противника.
Листовки на латышском и русском языках выпускала бывшая медсестра РККА О. Э. Грененберг, работавшая в магазине аптечных товаров в Риге. Будучи латышкой по национальности, она считалась благонадёжной и её подпольная деятельность продолжалась почти 900 дней (с осени 1941 до 1944 года), прежде чем она была выявлена и расстреляна.